# 達胡安·瓦格納
達胡安·馬奎特·瓦格納（Dajuan Marquett Wagner Sr., 1983年2月4日—）是美國前職業籃球運動員。他是前路易斯維爾大學和美國國家籃球協會 (NBA) 球員米爾特·瓦格納的兒子。他在高中時期曾有單場得到100分的紀錄。
2002年NBA選秀中被克利夫蘭騎士隊以第6順位選中。在他的新秀賽季，他場均得到13.4分，投籃命中率為36.9%。此後，瓦格納受到傷病和健康問題的阻礙。他在2004-05賽季的11場比賽中平均得到職業生涯最低的4.0分，並因潰瘍性結腸炎住院。由於健康問題，他在職業生涯早期離開了NBA。

## 外部連結
- NBA career stats （页面存档备份，存于） @ basketball-reference
- College stats （页面存档备份，存于） @ sports-reference